# Vlad Kroetskich
Vladislav Vitaljevitsj Kroetskich (Russisch: Владислав Витальевич Крутских) (Voronezj, 19 juni 1995) is een Russische zanger.

## Biografie

### Jeugd
Hij is de enige muzikant in zijn familie. Door zijn moeder (huisvrouw) en zijn vader (inspecteur in de visproductie), begon hij op 4-jarige leeftijd zich te interesseren voor muziek. Op zijn vijfde begon hij met zingen en ging hij bij het kinderkoor 'Volsjebniki dvora' (2000-2010), in dat koor zat ook Michail Poentov, de latere Russische deelnemer voor het Junior Eurovisiesongfestival in 2008.

### Junior Eurovisiesongfestival
Kroetskich werd in 2005 de eerste Russische deelnemer aan het Junior Eurovisiesongfestival. Hij mocht in zijn vaderland vertegenwoordigen met het nummer Doroga k soltnsoe (de weg naar de zon). Hij werd negende, net boven België dat tiende werd. 

### Golosa Rossii
Op 25 december 2010 werd bekendgemaakt dat hij de gastheer zou zijn van het programma Golosa Rossii op Detskoje radio. Hij werd daarmee de jongste presentator van de toonaangevende radiostations.

### Geroi
Eind 2010 richtte hij samen met Vsevolod Tarasov, Andrej Raspopov en Michail Poentov, allen net als Kroetskich ex-leden van de groep Volsjebniki dvora, de groep Geroi op. 
2005: Vlad Kroetskich · 
2006: The Tolmachevy Twins · 
2007: Aleksandra Golovtsjenko · 
2008: Michail Poentov · 
2009: Jekaterina Rjabova · 
2010: Sasja Lazin & Liza Drozd · 
2011: Jekaterina Rjabova · 
2012: Lerika · 
2013: Dajana Kirillova · 
2014: Alisa Kozjikina · 
2015: Michail Smirnov · 
2016: Water of Life Project · 
2017: Polina Bogoesevitsj · 
2018: Anna Filiptsjoek · 
2019: Tatiana & Denberel · 
2020: Sofia Feskova · 
2021: Tanja Mezjentseva